# Ecstasy (Roman)
Ecstasy: Three Tales of Chemical Romance ist eine 1996 von Irvine Welsh veröffentlichte Sammlung dreier voneinander unabhängiger Kurzgeschichten.
Der Schreibstil ist hauptsächlich geprägt von Slang und Vulgärsprache und detailreicher Schilderung von Gewalt- und Sexszenen. Schwarzer Humor und etwas Kitsch vermischen sich mit einigen Klischees, um so eine surreale, aber dennoch denkbare Handlung zu erzielen.

## Handlung
Die erste Geschichte handelt von der 27-jährigen Heather, einer frustrierten Kleinstadtehefrau, und vom 30-jährigen Partygänger Lloyd. Heather ist aufgrund ihres mangelnden Sexuallebens frustriert und deprimiert durch die Spießigkeit, die in ihrem Leben Einzug gehalten hat. Lloyd hingegen ist der ewige Partygänger und versucht sein Liebesglück mithilfe von Ecstasy zu finden, da er der Überzeugung ist, dass man damit Menschen viel näher kommen kann. Als Heather beginnt, sich über ihr bisheriges Leben Gedanken zu machen und mit ihrer alten Freundin Marie anfängt auf Raves zu gehen und E (Synonym für Ecstasy) zu nehmen, lernen sich Heather und Lloyd in der Chill-Out-Zone einer Rave-Party kennen. Heather löst sich fortan langsam von ihrer derzeitigen Existenz und genießt das Leben mehr und mehr auf Lloyds Art. Sie verliebt sich in ihn und verlässt ihren Mann, den Manager Hugh. Doch bald darauf bemerkt Heather, dass das Glück, das Ecstasy bringt, falsches Glück ist und verlässt Lloyd. Erst als auch Lloyd sein Leben ändert, können die beiden glücklich werden.
Die zweite Geschichte beginnt damit, dass ein Apothekerpärchen die Arme seines Babys zugeschickt bekommt. Daraufhin erschießt sich der Apotheker und seine Frau wird verrückt. Nach und nach entpuppt sich der Mord an dem entführten Baby der beiden als Teil des Rachefeldzugs eines Behindertenpärchens, das unter den Nebenwirkungen des Medikaments Tenazadrin ein Leben lang zu leiden hat: Seine Arme sind verkrüppelt. Um die Verantwortlichen des Chemieskandals zur Rechenschaft zu ziehen, verführt die Frau einen brutalen Hooligan und macht ihn zum Werkzeug ihrer Vergeltungsaktion.
Die dritte und letzte Geschichte befasst sich mit einer Romanautorin. Ihr Leben wird jäh aus den Fugen gebracht, als sie einen Schlaganfall erleidet. Kurz nach ihrer Genesung bemerkt sie, dass ihr Mann jahrelang ein Doppelleben geführt hat. Doch durch eine neue Freundin, die Krankenschwester, die sie pflegt, findet sie zu neuem Lebensmut und macht ihren Neuanfang.

## Kritik
- In Publisher’s Weekly werden die Kurzgeschichten unterschiedlich bewertet. „Lorraine Goes to Livingston: A Rave and Regency Romance“ ist demnach schwach geschrieben und eine Mischung aus „grotesker Sozial-Satire und zunehmend kranker Parodie auf Schundromane“. Insgesamt transportiere die Sammlung aber erfolgreich Welshs „surreale Vorstellungskraft“, die wie das „schriftliche Äquivalent zu Technomusik“ wirken würde.[1]
- Das Spike Magazine diskutiert die Kurzgeschichtensammlung als „lesbare Prosa“, die erfolgreich den gegenwärtigen Gemütszustand von England einfängt.[2]

## Sonstiges
Der Name der amerikanischen Rockband My Chemical Romance entstand in Anlehnung an den Titel dieses Buches.
Im Jahr 2011 erfolgte unter dem Titel Irvine Welsh’s Ecstasy eine Verfilmung des Romans. In tragenden Rollen sind u. a. Adam Sinclair, Kristin Kreuk und Billy Boyd zu sehen, die Regie übernahm Rob Heydon.